# Whitney Mixter
Pour les articles homonymes, voir Whitney et Mixter.
Whitney Mixter, née le 8 août 1982, est une actrice et productrice américaine.

## Biographie
Whitney Mixter s'est fait connaitre en tant qu'actrice principale de la série The Real L Word, une version téléréalité de la série saphique The L Word. Elle est ouvertement lesbienne. En 2012, elle s'est mariée à l'actrice Sara Bettencourt.

## Filmographie

### Comme actrice
- 2010 : Fit to Rock: Volume One : elle-même
- 2010 : Hooters! (documentaire) : Dream Owl
- 2010 : This Week in Reality TV (série télévisée) : elle-même - invitée
- 2010 : Voodoo Cowboys : Reese
- 2010 : Bold Native : Whitney
- 2010-2012 : The Real L Word (série télévisée) : elle-même (27 épisodes)
- 2014 : Couples Therapy (série télévisée) : elle-même (10 épisodes)
- 2015 : Wedlocked (court métrage) : Cameron
- 2016 : Workaholics (série télévisée) : Trisha
- 2017 : Post-Apocalyptic Potluck (court métrage)
- 2018 : At the End of the Tunnel : Angel
- 2018 : The Bleeding Game : Aida Proctor
- 2017-2018 : Riley Parra (série télévisée) : Wilma (2 épisodes)

### Comme productrice associée
- 2013 : Qui a peur de Vagina Wolf ? (Who's Afraid of Vagina Wolf?)